# Battus polydamas antiquus
Battus polydamas antiquus ist eine ausgestorbene Unterart von Battus polydamas aus der Familie der Ritterfalter. Sie ist nur von einer Zeichnung des britischen Entomologen Dru Drury aus dem Jahre 1770 bekannt geworden. Das Verbreitungsgebiet war auf die Karibikinsel Antigua beschränkt.
Drurys Illustration zeigt ein Männchen. Die Grundfärbung der Vorder- und Hinterflügel ist schwarz. Über die Oberseite der Vorderflügel verläuft zwischen der Postdiskalregion und der Basalregion eine Reihe aus acht gut abgegrenzten grünen Flecken. Die oberen vier Flecken sind klein. Der sechste, der am größten ist, ist kürzer als sein Abstand zum Außenrand. Die Fleckenreihe auf der Oberseite der Hinterflügel ist schmaler und der schwarze Randbereich ist um ungefähr ein Drittel breiter als bei der Unterart Battus polydamas thyamus von  Puerto Rico und den Jungferninseln. Die Analader ist genauso groß wie bei Battus polydamas thyamus. Die Unterseite der Vorderflügel zeigt drei kleine Flecken, die von der vierten bis zur zweiten Subkostalader verlaufen. Auf der Unterseite der Hinterflügel ist im Analwinkel der Submarginalregion eine Reihe aus kräftigen ziegelroten Flecken zu erkennen. Der schwarzumrandete Flügelsaum ist durch perlmuttfarbene Flecken charakterisiert.